# 明太祖第三次北伐
明太祖第三次北伐发生于洪武十三年（1380年）二月至三月，朱元璋又对北元进行第三次北征。
洪武十三年二月，北元国公脱火赤、枢密知院爱足率領上萬人在和林屯扎，懷疑有南侵动向。十一日，朱元璋命令西平侯沐英率其陕西明军进攻北元。三月二十一日，沐英行軍到達灵州（今宁夏灵武），偵察到脱火赤已经到了亦集乃路（今内蒙古额济纳旗东南）。于是沐英急行軍七昼夜，渡過黄河，經宁夏翻過贺兰山進行突襲；在距離脱火赤軍营50里的地方分兵四路，分別從各個方向乘夜合围攻袭。脱火赤、爱足等遭突然袭击，明军活捉了脱火赤、爱足，未經激烈抵抗就被俘虏南下。
明史记载当年明军曾攻入哈拉和林。